# Ironie

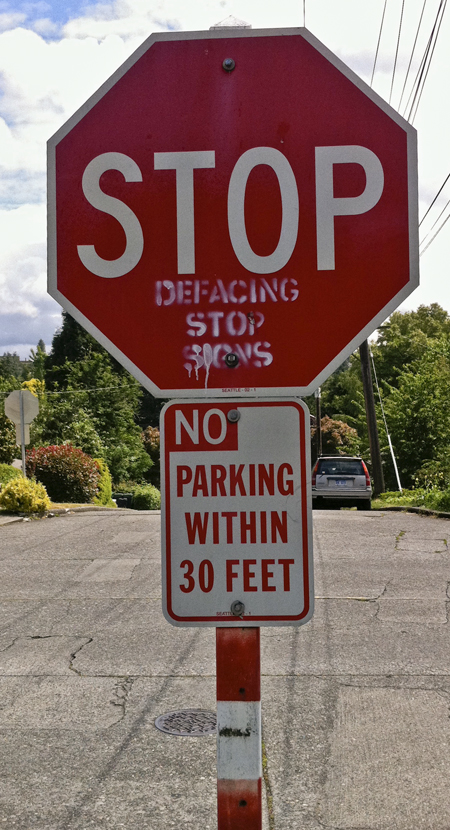
Un semn de stop, marcat de un vandal (în mod ironic) cu mențiunea de a nu vandaliza semnele de stop (engleză STOP defacing STOP signs)

Ironia (din greacă veche: εἰρωνεία (eirōneía), „disimulare, ignoranță falsă”) este figura literară sau afirmația care folosește semnificații opuse sensului lor obișnuit, putând reprezenta o batjocură fină, subtilă la adresa cuiva sau ceva.  Ironia poate fi verbală, dramatică sau de situație.